# 贈る言葉 (GReeeeNの曲)
「贈る言葉」（おくることば）は、GReeeeNの32枚目のシングル。ZEN MUSICから2018年10月31日に発売された。

## 概要
表題曲は『走れ!T校バスケット部』主題歌となっている。GReeeeNが映画主題歌を務めるのは、映画『ママレード・ボーイ』以来7か月ぶり、6度目となる。

## ミュージックビデオ
ミュージックビデオには映画の主演を務める志尊淳、オリジナルキャラである校長役として武田鉄矢が出演している。転校初日、そして卒業式と映画のアナザーストーリーとなっている。

## 備考
GReeeeNのライブツアーである「GReeeeNと不思議のももがたり〜おこしにつけたきびだんご〜」の最終公演終了直後の2018年8月31日21時に、当シングルの発売日情報を一般公開した。

## 収録曲
- 作詞・作曲 : GReeeeN

1. 贈る言葉 [4:02]
  - 編曲：高田翼
  - 映画『走れ! T校バスケット部』主題歌
2. カワリバンコハンブンコ [4:14]
  - 編曲：春日俊亮
  - 曲中のギターの一部はメンバーのnaviによるもの。
3. 贈る言葉 〜ピアノ伴奏〜 [4:28]
  - ピアノ：真藤敬利